# Kerem Ben Zimra
Kerem Ben Zimra (hebr. כרם בן זמרה; oficjalna pisownia w ang. Kerem Ben Zimra) – moszaw położony w Samorządzie Regionu Merom ha-Galil, w Dystrykcie Północnym, w Izraelu.

## Położenie
Leży w północnej części Górnej Galilei w pobliżu granicy z Libanem.

## Historia
Pierwotnie w miejscu tym znajdowała się arabska wioska ar-Ras al-Ahmar. Podczas wojny domowej w Mandacie Palestyny w rejonie wioski stacjonowały siły Arabskiej Armii Wyzwoleńczej. Podczas I wojny izraelsko-arabskiej w październiku 1948 Izraelczycy przeprowadzili operację Hiram. W dniu 30 października ar-Ras al-Ahmar została zajęta przez izraelskich żołnierzy. Następnie wioska została wysiedlona, a domy wyburzono.
Współczesny moszaw został założony w 1949 przez imigrantów z Turcji, Rumunii i Maroka.

## Gospodarka
Gospodarka moszawu opiera się na sadownictwie.